# Colegio de Santa Victoria
El colegio de Santa Victoria es un centro educativo concertado ubicado en la calle homónima de la ciudad de Córdoba, España. El centro está gestionado por el Instituto de Hijas de María Religiosas de las Escuelas Pías y se encuentra rodeado por edificios de alto interés patrimonial con los cuales conforma un notable itinerario histórico y artístico. Además, está emplazado en una de las cotas más altas de la ciudad, lo que hace que la cúpula de su iglesia neoclásica se convierta en una referencia visual del paisaje urbano cordobés. 
Se trata del primer edificio levantado en Córdoba para atender específicamente a la educación de la mujer. En 2010 fue declarado Bien de Interés Cultural en la categoría de Monumento.

## Historia
La idea original del proyecto surge a raíz del testamento del obispo de Córdoba Francisco Pacheco, quien fallece en 1590 y cuyo deseo era un colegio “para criar y dotar doncellas pobres y honradas”. No obstante, debido a pleitos y burocracia, las primeras obras no comienzan hasta el 3 de marzo de 1760, adjudicadas al arquitecto francés Luis Guilbert quien estuvo al frente hasta octubre del mismo año. El también francés Baltasar Dreveton recogerá el testigo y será el encargado de la mayoría de las obras del colegio, incluida la iglesia del mismo, aunque Ventura Rodríguez ayudará a finalizar las obras en 1788 tras la caída de la cúpula de la iglesia.
Finalmente, en 1794 se inaugura el primer curso educativo cuyas profesoras formaban al estilo de los beaterios de la época. En 1876 la gestión del colegio pasa a manos de las Filipenses Misioneras de Enseñanza, aunque únicamente hasta 1888, año en el que queda relacionado con el Instituto de Hijas de María Religiosas de las Escuelas Pías hasta la actualidad.

## Descripción
Se trata del ejemplo más importante de arquitectura neoclásica con que cuenta la ciudad, destacando en él sobre todo la monumental fachada de la iglesia, con pórtico de columnas y frontón triangular rigurosamente clásico, y su planta circular.

### Estructura
El edificio tiene planta rectangular y se compone de dos partes bien diferenciadas: la iglesia y el colegio. El colegio se dispone en dos bloques, estructurados en tres plantas y sótano, construidos a base de muros de carga de mampostería y ladrillo, estando en algunas zonas sin revestimiento decorativo. Las galerías son todas abovedadas, predominando la bóveda de cañón de tipo carpanel. En estas galerías se disponen las aulas y otras dependencias relacionadas con la actividad educativa. Las piezas más destacables son: la sala circular o rotonda, que sirve de elemento integrador del conjunto y que abre al jardín; el patio principal de planta cuadrada y la escalera, adornada con motivos de yesería debidos a José Fosati.

### Exteriores

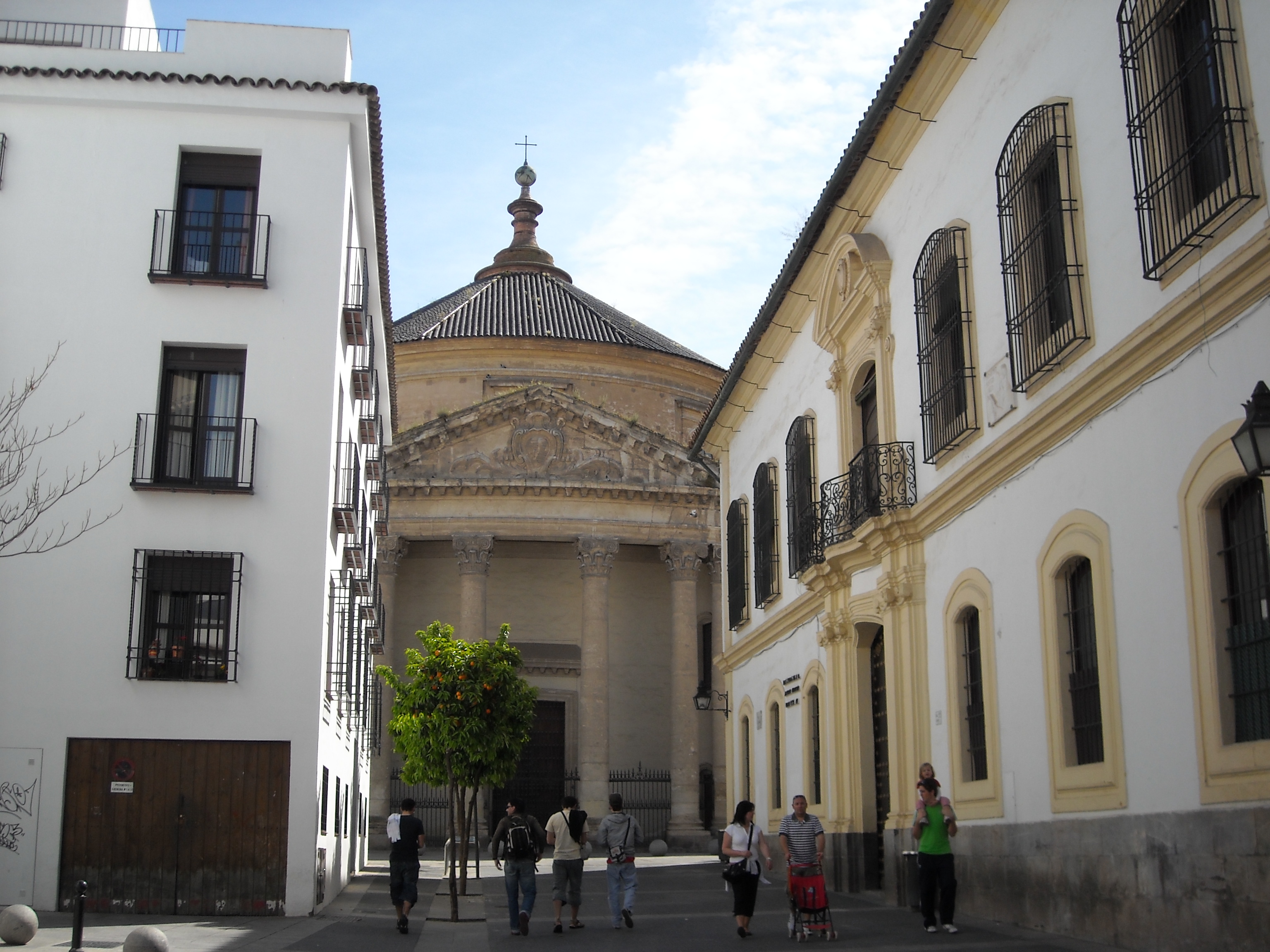
Vista exterior.

El exterior presenta una sobria fachada formada por dos pisos continuos de ventanas con arco escarzano y un tercer piso de menor altura con vanos cuadrangulares. Hacia la mitad de esta fachada se dispone la portada de acceso al colegio, que presenta un arco parabólico y abocinado, coronado en la clave por el escudo de Francisco Pacheco, realizado por Manuel Sánchez Sandoval en 1783, y sobre el vano un balcón de traza alabeada y balcón de forja. En el extremo oriental de esta fachada se levanta la monumental portada de la iglesia, que constituye el más claro ejemplo de neoclasicismo en la ciudad.

### Dependencias
Dependencias anejas al templo, comunicadas con él y cuyo uso está ligado al mismo son: la sacristía, también de planta circular, y el coro, de planta rectangular terminada en forma semicircular en los lados menores, que se comunica con el colegio a través de un pasillo abovedado que termina en un distribuidor de planta circular con cúpula y con la iglesia a través de otro pasillo en recodo que incluye un espacio circular y cuya cúpula está decorada con pinturas de flores y frutas.
Las dependencias del colegio de Santa Victoria que ocupan, junto con la iglesia, una superficie de cerca de diez mil metros cuadrados, desarrollan en planta una trama ortogonal de patios, galerías abovedadas y otras estancias adecuadas a su destino. En el ángulo de dicha trama aparecen, en contraste, los espacios centralizados de la iglesia y sus propias dependencias.